# Kožna tuberkuloza
Kožna tuberkuloza je okužba kože z mikobakterijami, najpogosteje z mikobakterijami človeškega (Mycobacterium tuberculosis) in govejega (M. bovis) tipa. V razvitih državah je postala redka bolezen, vendar pa lahko s pospešenim preseljevanjem (migracijo) prebivalstva in širjenjem okužbe z virusom HIV, pričakujemo pojav novih primerov te bolezni.
Bakterije tuberkuloze lahko pridejo v kožo od zunaj, z okužbo od drugega človeka ali goveda. Pogosteje pa pridejo bakterije v kožo iz nekega notranjega mesta (žarišča). Iz notranjega mesta lahko pridejo neposredno s širjenjem okužbe v okolico, ali posredno prek limfnih ali krvnih žil. Spremembe, ki v koži nastanejo, so odvisne od stanja imunskega sistema ter od sposobnosti kože, da na okužbo reagira. Razlikujemo 3 tipe kožne tuberkuloze: anergična oblika, alergijsko-preobčutljivostna (hiperergična) oblika in tuberkuloid.
Diagnoza se postavi glede na podatke, ki jih pove bolnik (anamneza), glede na klinično sliko, histopatološke spremembe, tuberkulinski test in glede na dokaz povzročitelja v kožnih spremembah. Dokaz povzročitelja je edino absolutno merilo za diagnozo, vendar moramo na izvide kultur počakati več tednov, ker se mikobakterije razmnožujejo (rastejo) izredno počasi. Hitrejša in natančna metoda je dokaz mikobakterijske DNA z metodo pomnoževanja nukleinskih kislin (PCR).

## Anergične oblike tuberkuloze
Anergične oblike so med najredkejšimi oblikami kožne tuberkuloze. Pojavljajo se pri ljudeh z oslabljenim imunskim sistemom in pri ljudeh, ki še niso bili okuženi z bakterijami tuberkuloze. Tuberkulinski test je negativen. Mikroskopski pregled pokaže povzročitelja. Bolezen je lahko akutna ali kronična, prognoza pa je slaba. 

### Primarna kožna tuberkuloza
Povzroča jo predvsem človeški tip mikobakterij. Prenaša se neposredno z okuženega človeka ali posredno prek okuženih predmetov. Okužbe na sluznici lahko nastanejo tudi z uživanjem okuženega mleka obolelih krav. V Evropi je ta oblika izredno redka. 
Na mestu vstopa bakterije v kožo nastane po 3-4 tednih mehka modrikasta izboklina (papula), ki v nekaj dnevih razpade. Nastane značilna razjeda z izpodjedenimi robovi, ki zlahka zakrvavijo na dotik. Po zaceljenju te spremembe ostane na koži brazgotina. Kakšen teden po pojavu kožne spremembe se pojavi tudi vnetje regionalnih bezgavk (limfadenitis). Vnete bezgavke in kožno spremembo skupaj imenujemo primarni tuberkulozni kompleks. Bolnik lahko ima poleg omenjenih sprememb še rahlo povišano telesno temperaturo in glavobol ter se lahko počuti utrujeno.

### Miliarna tuberkuloza kože in sluznic z razjedami
Ta oblika tuberkuloze je sekundarna oblika, kar pomeni, da je bila okužba prisotna pri osebi že prej in se je v kožo razširila z nekega drugega mesta v telesu. Pojavi se pri osebah z oslabljenim imunskim sistemom zaradi dolgotrajne bolezni (tuberkuloze) notranjih organov. Mikobakterije se izločajo z urinom, iztrebki in sputumom (izpljunek vsebine iz pljuč), zato se pojavljajo ob naravnih odprtinah (usta, sečnica, zadnjik). Kaže se kot večje število nekaj mm velikih mehkih in bolečih razjed.

### Razsejana (diseminirana) miliarna tuberkuloza kože
Ta oblika se pojavi kot neznačilni krvavkasti izpuščaji po telesu.

## Alergijsko-preobčutljiovstne oblike kožne tuberkuloze
Alergijsko-preobčutljivostne oblike so razmeroma pogoste kožne tuberkuloze. Pojavijo se pri ljudeh, ki so že preboleli primarno tuberkulozno okužbo, nastanejo pa večinoma zaradi širjenja bakterij iz mest (žarišč) v telesu, kjer so bakterije še vedno žive. Tuberkulinski test je pozitiven, mikroskopski pregled kaže značilne spremembe (tuberkuloidni granulom), vendar je v tkivu videti le manjše število povzročiteljev.  Bolezen je kronična, prognoza pa je razmeroma dobra.

### Lupozna kožna tuberkuloza
Lupozna tuberkuoza je razmeroma pogosta oblika kožne tuberkuloze in nastane večinoma po zunanji poti, se pravi z okužbo od drugega bolnika. Najprej se pojavi rdeče-rjava lisa, ki se spremeni v bunko (papulo) s premerom nekaj mm. Tej spremembi se reče lupom in raste izjemno počasi (več mesecev). Kasneje se pojavijo še proliferativne (proliferacija je rast ali razmnoževanje nekih struktur) spremembe in nagnjenost k razpadanju. Bolnik najprej nima subjektivnih težav, ko pa pride do razpada tkiva, se pojavi bolečina. Ko se spremembe zacelijo, ostane na njihovem mestu brazgotina, v kateri pa lahko nastanejo novi lupomi. Bolezen je kronična, v dolgotrajnih razjedah pa nastanejo ploščatocelični karcinomi (vrsta kožnega raka).

### Skrofuloderma - tuberkuloza z utekočinjenjem kože in podkožja
Skrofuloderma je kronična vrsta kožne tuberkuloze, pri kateri se okužba širi iz globljih tkiv, kot so bezgavke, sklepi in kosti. Najprej se pojavi neboleča rdeče modra zatrdlina, ki se v naslednjih tednih ali mesecih zmehča in začne odmirati. Skozi odprtine, ki nastanejo na površini kože, se začne izcejati vodena (serozna) ali rahlo krvavkasta vsebina in koščki odmrlega tkiva. Odprtine po zaceljenju pustijo brazgotine. Bolezen traja več let in se najpogosteje pojavlja na vratu, nad ključnico, v pazduhi ali dimljah.

### Bradavičasta (verukozna) kožna tuberkuloza
Ta oblika je redka in nastane z vnosom bakterij v kožo od zunaj, od okuženega človeka ali živali. Na mestu vdora bakterije, najpogosteje na rokah ali nogah, nastanejo bradavičasti (verukoidni) rjavkasti izrastki. Okolica teh sprememb je modrikasta. Po več tednih razpadejo in se zacelijo z brazgotinami.

## Tuberkuloidi
Tuberkuloidi so alergijsko-preobčutljivostne spremembe na koži. Bakterije tuberkuloze v kožo pridejo s krvjo (hematogeno) in proti njim se sproži imunski odziv. Nastanejo pri ljudeh z relativno dobro imunostjo. Kožne spremembe so značilno simetrične, tuberkulinski test je vedno močno pozitiven, v spremembah pa se povzročitelja ne dokaže. Bolezen je kronična, možna je spontana ozdravitev ali ponovitev. 

### Lihenoidni tuberkuloid
Lihenoidni tuberkuloid prizadene mlajše ljudi in otroke. Po trupu se pojavijo simetrično razporejene bunčice (folikularne papule), velike do nekaj mm in svetlo rumenkaste barve. Na površini se drobno luščijo. Večinoma ne povzročajo težav in izginejo same od sebe.

### Kožna papulonekrotična tuberkuloza
Ta oblika prizadene mlajše ljudi in se kaže s pojavom številnih rdečkasto-rjavih bunčic (papul) v velikosti 2-5 mm. Spremembe se pojavljajo predvsem na iztezni strani rok in nog. Bunčice na vrhu odmrejo (nekrotizirajo) in pokrov se spremeni v rjavkasto krasto. Spremembe po zaceljenju pustijo brazgotino. 

### Kožna tuberkuloza z zatrdlino (induracijo)
Ta oblika spada med pogostejše tuberkuloide in prizadene ljudi v srednjih letih. Najprej se pojavijo modrikasto rdečkaste globoke ploščate zatrdline na goleni. Spremembe se postopoma večajo in spremenijo v neboleče vozliče (noduse) velikosti 3-7 cm. Koža nad spremembami odmre (nekrotizira) in vsebina se izprazni, sledi celjenje, ki pusti brazgotine. Bolezen traja več let s ponovitvami (recidivi).

## Zdravljenje
Lokalno lahko zdravimo samo začetne in majhne spremembe ter sekundarne zaplete. Zdravimo kirurško, tako da spremembe izrežemo, ali pa z elektrokoagulacijo. Drugače pa zdravimo kožno tuberkulozo enako kot tuberkulozo drugih organov. Celotno zdravljenje je dolgotrajno, traja 6 mesecev. Zdravi se z antituberkulotiki, to so vrsta antibiotikov, ki delujejo na Mycobacterium tuberculosis in druge mikobakterije. Prva dva meseca se zdravi z najmanj tremi antituberkulotiki (izoniazid, rifampicin, etambutol in pirazinamid), ostale 4 mesece pa z dvema (izoniazid in rifampicin). Zaradi dolgotrajnega zdravljenja in številnih stranskih učinkov zdravil, je potrebno bolnika in njegovo sodelovanje redno spremljati.